# Max Gohl
Max Gohl (* 18. April 1886 in Rixdorf (bei Berlin); † 28. Januar 1951 in Ost-Berlin) war ein deutscher kommunistischer Gewerkschaftsfunktionär und Widerstandskämpfer gegen das NS-Regime.

## Leben
Gohl wuchs in Rixdorf auf und besuchte acht Jahre die Gemeindeschule in Berlin-Neukölln. Danach absolvierte er vier Jahre eine Ausbildung zum Metalldrücker. Von 1906 bis 1908 musste Gohl seinen Militärdienst leisten. Danach arbeitete er bis 1914 als Metalldrücker in verschiedenen Betrieben Berlins. Bereits 1905 war er in den Deutschen Metallarbeiter-Verband (DMV) eingetreten. Zur Jahreswende 1910/11 wurde er Mitglied der SPD.
Während des Ersten Weltkriegs wurde Gohl in Frankreich verschüttet, weshalb er bereits Anfang 1917 aus dem Kriegsdienst entlassen wurde. Er ging zurück nach Berlin und war nun bei der Firma „Goerz“ als Dreher beschäftigt. In diesem Betrieb wurde er auch gewerkschaftlicher Vertrauensmann. 1917 trat Gohl in die USPD ein. Ab Anfang 1918 gehörte Gohl der Branchenkommission der Eisendreher im Berliner DMV an, wo sich zu dieser Zeit die Revolutionären Obleute konzentrierten. Auch Gohl gehörte bald diesem Kreis an. Anfang 1918 beteiligte er sich in Berlin maßgeblich an der Organisierung von Streiks gegen den Krieg. Während der Novemberrevolution gehörte Gohl zum Aktivistenkreis aus den Reihen der Revolutionären Obleute, die den Umsturz im November 1918 in Berlin maßgeblich organisierten. Später gab Gohl an, er sei es gewesen, der am 9. November 1918 den „gewaltigen Demonstrationszug von [der Firma] Goerz und anschließenden Firmen von Tempelhof über Neukölln, Treptow zum Reichstag“ angeführt und am Nachmittag „die rote Fahne in die Hand der Siegesgöttin auf dem Brandenburger Tor“ gedrückt habe.
Mit dem linken Flügel der USPD trat Gohl Ende des Jahres 1920 zur KPD über. In der KPD übernahm er eine Reihe Funktionen, unter anderem war er ab 1924 Mitglied der Bezirksleitung der Partei in Berlin-Brandenburg. Zugleich war Gohl ab 1924 Sekretär für Gewerkschaftsfragen auf Bezirksebene. Seine hauptamtliche Tätigkeit für den Berliner DMV verlor er aufgrund seines politischen Engagements für die KPD bereits 1923, doch bis Ende 1928 gehörte Gohl der Berliner DMV-Branchenkommission der Dreher ehrenamtlich an. Gohl verlor auch diese Funktion, da er ab 1928 die Revolutionäre Gewerkschafts-Opposition (RGO) unterstützte und deshalb aus dem DMV ausgeschlossen wurde. In der RGO übernahm Gohl Funktionen auf regionaler Ebene.
Zwischen 1929 und 1932 wirkte Gohl politisch eher im Hintergrund, da seine Verhaftung aufgrund mehrerer politischer Vergehen drohte. Zur Zurückhaltung hatte ihm nach eigenen Angaben auch die regionale KPD-Leitung geraten. Er wurde Redakteur des Informationsdienstes „Inprekorr“. In diesem Zusammenhang wurde er von einem Strafgericht 1932 als „Überzeugungstäter“ wegen „literarischen Landes- und Hochverrats“ zu neun Monaten Festungshaft verurteilt.
Anfang 1933 – nach der Entlassung aus der Haft und dem Beginn des Nationalsozialismus – ging Gohl in die Illegalität. Obwohl ihm die KPD-Führung jedes Engagement für den verbotenen Einheitsverband der Metallarbeiter Berlins (EVMB) untersagt hatte, bemühte er sich mit Ewald Degen, den inzwischen durch die Verfolgung stark geschwächten EVMB wieder aufzubauen. Von Januar bis April 1934 übernahm er mit Ewald Degen die oberste Leitung über die illegalen Gruppen des Verbandes. Zugleich war er an der Herstellung und Verbreitung zahlreicher illegaler Zeitungen und Flugblätter beteiligt.
Max Gohl wurde gemeinsam mit Ewald Degen und Marie Juhre am 23. März 1935 in Berlin-Friedrichshain bei der Übergabe illegalen Materials verhaftet.  Im Juli 1935 verurteilte ihn das Berliner Kammergericht wegen „Vorbereitung zum Hochverrat“ zu acht Jahren Zuchthausstrafe. Die Haftzeit verbüßte er im Zuchthaus Brandenburg-Görden. Nach Verbüßung der regulären Haftstrafe kam Gohl in Schutzhaft im KZ Sachsenhausen. Insgesamt verbrachte Gohl während des NS-Regimes zehn Jahre in Haft.
Nach Ende des Zweiten Weltkrieges lebte Gohl in Berlin-Zehlendorf. Er beteiligte sich am gewerkschaftspolitischen Neuaufbau in Berlin. Gohl trat 1945 in die KPD ein. Ab 1946 gehörte er der SED an und lieferte sich in West-Berlin teils heftige Auseinandersetzungen mit sozialdemokratischen Gewerkschaftern. Ab 1948 arbeitete Gohl für die staatliche Handelsorganisation der Sowjetischen Besatzungszone (SBZ). Er lebte weiterhin in West-Berlin, starb jedoch in einem Krankenhaus in Ost-Berlin.